# 维莱欧埃拉布勒
维莱欧埃拉布勒（法語：Villers-aux-Érables）是法国皮卡第大区索姆省的一个市镇，属于蒙迪迪耶区莫勒伊县。该市镇2009年时的人口为127人。

## 人口
维莱欧埃拉布勒人口变化图示
| 数据来源：INSEE |